# Gladiator 1984
Gladiator 1984 est un jeu vidéo de sport développé et commercialisé par SNK en 1984 sur borne d'arcade.